# Зарубы (Витебская область)
Зарубы (бел. Зару́бы) — агрогородок в Дубровенском районе Витебской области Республики Беларусь. Административный центр Зарубского сельсовета.

## География
Расположен в 15 км на юго-восток от Дубровно, 107 км от Витебска, около реки Россасенка.

## История
В 2009 году деревня Зарубы преобразована в агрогородок.

## Население
- 1997 год — 472 жителя, 190 дворов[3].
- 2009 год — 361 житель (перепись населения).

## Инфраструктура
Отделение почтовой связи, амбулатория общей практики, торговые объекты.

## Экономика
- Коммунальное унитарное сельскохозяйственное предприятие "Зарубы"

## Культура
- Дом культуры
- Музей ГУО "Зарубская средняя школа Дубровенского района"

## Достопримечательность
- Братская могила советских воинов

### Памятник, скульптура
- Памятный знак в честь воинов-освободителей
- Мемориальная доска на здании школы в честь А. М. Усова, в которой учился Герой (2009)

## Известные лица
- Героименко, Владимир Александрович (род. 1955) — белорусский философ, доктор философских наук (1990).